# Pterolophia burgeoni
Pterolophia burgeoni är en skalbaggsart som beskrevs av Stefan von Breuning 1938. Pterolophia burgeoni ingår i släktet Pterolophia och familjen långhorningar.
Artens utbredningsområde är Ghana. Inga underarter finns listade i Catalogue of Life.